# Otto Leixner von Grünberg
Otto von Leixner (24. dubna 1847 Zámek Žďár – 12. dubna 1907 Groß-Lichterfelde bei Berlin), někdy uváděný jako Otto Leixner von Grünberg, byl německý spisovatel, básník, literární kritik, žurnalista a také historik umění.

## Biografie
Otto Johann Ferdinand Leixner byl synem hospodářského pojezdného žďárského panství Aloise Leixnera. Již v prvním roce jeho života se rodina přestěhovala do Hranic, kde jeho otec Alois Leixner získal místo důchodního správce (oba statky vlastnil kníže František Josef z Ditrichštejna). Roku 1899 mu byl ve Vídni potvrzen šlechtický stav a predikát, který získal roku 1761 důstojník Johann Leixner (1701–1763) usedlý na Plzeňsku. Přídomek von Grünberg se tak nevztahuje ke žďárské Zelené hoře, jak se domníval Karel Daněk v knize Básník zpod Zelené hory, ale k Zelené hoře u Nepomuku. Leixner studoval ve Štýrském Hradci a v Mnichově estetiku a dějiny literatury, přičemž se zajímal o žurnalistiku a navštěvoval přednášky o španělské literatuře. Roku 1874 odešel do Berlína, kde byl jedním z redaktorů týdeníku „Gegenwart“ (vedl jej Paul Lindaus). Od roku 1883 redigoval také „Deutsche Roman-Zeitung“.

## Dílo

### Kunsthistorické práce
- Die moderne Kunst und die Ausstellungen der Berliner Akademie (1877–1878; 1878–1879, 2 díly)
- Die bildenden Künste in ihrer geschichtlichen Entwickelung (Stuttgart 1880)
- Ästhetische Studien für die Frauenwelt (4. vydání, Leipzig 1888)
- Illustrierte Litteraturgeschichte (1879–1882, 2 díly)
- Illustrierte Geschichte der fremden Literaturen (1880–1882, 2 díly)

### Kulturněhistorické práce
- Unser Jahrhundert (Stuttgart 1880–1882, 2 díly)

### Literárněvědné práce
- Geschichte der Litteraturen aller Völker (1898–1903, 4 díly).

### Novely
- Novellen (Berlín 1878, 2. vydání 1887)
- Die beiden Marien. Memento mori. Prinzessin Sonnenschein. (Berlin 1882)
- Andachtsbuch eines Weltmannes (1884)
- Randbemerkungen eines Einsiedlers (1885)
- Das Apostelchen (1886)
- Herbstfäden (1886)
- Dämmerungen, Dichtung (Stuttgart 1886)
- Deutsche Worte (Berlin 1888)

### Poezie
- Gedichte (Graz 1868, Leipzig 1877)

### Divadelní hra
- Deutschlands Auferstehen (München 1870)